# Diphysa americana
Diphysa americana là một loài thực vật có hoa trong họ Đậu. Loài này được (Mill.) M.Sousa miêu tả khoa học đầu tiên.